# Alireza Mansourian
Alireza Mansourian (* 2. Dezember 1971 in Teheran) ist ein ehemaliger iranischer Fußballspieler und -trainer.

## Karriere

### Vereine
Alireza Mansourian begann seine Karriere bei seinem Heimatverein Esteghlal Teheran und wechselte 1998 in die griechische Super League zu Skoda Xanthi und Apollon Smyrnis. Im Jahr 2000 kam er zum FC St. Pauli in die 2. Bundesliga. Mit den Hamburgern stieg er 2001 in die Bundesliga auf. In der Saison 2001/02 bestritt er vier Spiele für die Kiezkicker im deutschen Oberhaus.

### Nationalmannschaft
Bei der Fußball-Weltmeisterschaft 1998 gehörte Mansourian zum Kader der Iranischen Fußballnationalmannschaft und wurde in zwei Gruppenspielen eingewechselt. Bei der 0:1-Niederlage gegen Jugoslawien sowie beim 2:1-Sieg gegen die Vereinigten Staaten.

### Trainer
Von 2014 bis 2016 war er Trainer bei Naft Tehran FC. Anschließend war er ein Jahr Trainer bei Esteghlal Teheran, wo er auch schon während seiner aktiven Karriere auf dem Platz stand. Von 2018 bis 2019 war er Trainer bei Zob Ahan, von  September 2020 bis zum  Dezember 2021 Trainer beim Tractor FC in der Persian Golf Pro League, wechselte jedoch im selben Jahr als Trainer zum Aluminium Arak. Wo er jedoch auch nur für 182 Tage eingestellt war. Woraufhin, es in der Saison 21/22 wieder zu einem Wechsel kam. Diesmal, aber in die 2. Persische Liga, zum Sanat Naft. Seine letzte bekannte Trainerposition, geht auf das Jahr 2023 zurück, als er den Foolad FC übernahm. Besonders erfolgreich war seine Trainerkarriere bisher, aber noch nicht. Sie war eher geprägt von jährlichen Wechseln. 